# Candelario Huízar
Candelario Huízar García de la Cadena (Jerez de García Salinas, Zacatecas, 2 de febrero de 1883 - Ciudad de México, 3 de mayo de 1970), fue un cornista, compositor y pedagogo mexicano.

## Datos biográficos
De familia humilde, muy pequeño realizó prácticas como aprendiz de orfebre. Más tarde inició sus estudios musicales bajo la guía de Narciso Arriaga, director de la Banda Municipal de Jerez. En 1892 ingresó a ese grupo como ejecutante de saxhorn. Poco después conoció al violinista Enrique Herrera, que lo asesoró en la ejecución de la viola, y con quien formó un cuarteto de cuerdas en 1900. Más tarde, como miembro de bandas de viento, participó en la Revolución mexicana.
Como miembro de la Banda de Música de la División del Norte, a fines de 1917 llegó a la Ciudad de México, donde se radicó definitivamente. Al año siguiente ingresó a la Banda de Música del Estado Mayor Presidencial, dirigida a la sazón por Melquíades Campos, y se inscribió en el Conservatorio Nacional de Música, donde estudió bajo la supervisión de Arturo Rocha (corno); Estanislao Mejía y Aurelio Barrios y Morales (armonía); Gustavo E. Campa y Rafael J. Tello (composición). 
En 1920 fue nombrado copista del Conservatorio Nacional, donde poco después fue también bibliotecario. En 1924 se graduó como cornista y compositor en ese plantel, y se integró a orquestas teatrales y a la Orquesta Sinfónica del Conservatorio. En ese mismo plantel, más tarde, fue profesor de armonía, composición e instrumentación, durante muchos años.
Compuso numerosas piezas instrumentales, para conjuntos de cámara, orquesta sinfónica y coros, y realizó muchos arreglos instrumentales y vocales de melodías tradicionales mexicanas. En 1951 ganó el Premio Nacional de Ciencias y Artes en Bellas Artes. Sin embargo, su carrera se vio afectada los últimos años de su vida, luego de sufrir un ataque de apoplejía, que lo paralizó casi totalmente.
Sus cuatro sinfonías (dejó una quinta sin revisar), forman parte selecta del repertorio orquestal mexicano del siglo XX.
A partir del año 2010 se celebran en la ciudad de Jerez las jornadas Candelario Huizar de música mexicana de concierto denominadas "SURCO", en homenaje a uno de sus poemas sinfónicos, bajo la dirección artística de Sergio Cárdenas.
Para la primera edición (31 de enero al 7 de febrero de 2010) se contó con la participación de la Orquesta Filarmónica de Zacatecas, el flautista Alejandro Escuer, el violinista Francisco Ladrón de Guevara, la pianista Guadalupe Parrondo, el Cuarteto de Cuerdas Latinoamericano y la Capilla Barroca de Zacatecas. Todos los eventos se desarrollaron en el Teatro Hinojosa de la ciudad de Jerez.
El 25 de abril del 2020 falleció su sobrino nieto Arturo Huizar, (exmiembro de la banda Luzbel) luego tras ser internado al hospital luego de que fuera diagnosticado diabetes.

## Obras
- Imágenes, 1929 - poema sinfónico
- A Una Onda, 1928 - romanza
- Sonata para clarinete y fagot, 1931
- Pueblerinas, poema sinfónico, 1931
- Surco, poema sinfónico, 1935
- Ochpanixtli, sinfonía, 1936
- Concierto Grueso, 1937
- Sinfonía N.º 4, 1942